# Janatas
Cet article concerne la localité de l’oblys de Karaganda. Pour la station du métro d’Almaty, voir Abaï.
Janatas (en kazakh : Жаңатас, en russe : Жанатас) est une localité du sud du Kazakhstan, située dans l'oblys de Djamboul. Elle est le chef-lieu du district de Saryssou.

## Histoire
La localité a pris son essor à partir de 1969, lors du début de l'exploitation du gisement de phosphorite.

## Économie
Janatas est un terminus sur la voie ferrée menant à Taraz.

L'économie de la commune s'est fortement dégradée depuis la dislocation de l'URSS.